# Dimorphostylis sculpturensis
Dimorphostylis sculpturensis is een zeekommasoort uit de familie van de Diastylidae. De wetenschappelijke naam van de soort is voor het eerst geldig gepubliceerd in 1990 door Vassilenko & Tzareva.